# Anastrepha fractura
Anastrepha fractura är en tvåvingeart som beskrevs av Stone 1942. Anastrepha fractura ingår i släktet Anastrepha och familjen borrflugor. Inga underarter finns listade i Catalogue of Life.